# بريانكا روي
بريانكا روي (2 مارس 1988 بكلكتا في الهند - ) هي لاعبة كريكت هندية. شاركت مع منتخب الهند الوطني للكريكت.

## وصلات خارجية
- بريانكا روي على موقع إي آس بي آن كريك إنفو (الإنجليزية)